# Mehmet Scholl
Mehmet Tobias Scholl (Karlsruhe, 16. listopada 1970. kao Mehmet Tobias Yüksel), bivši je njemački nogometaš, i bivši trener rezervne i juniorske Bayern Münchena. Majka mu je Njemica, a otac Turčin. Igračku je karijeru završio 2006./07. sezone. Većinu karijere igrao je kao navalni vezni igrač Bayern Münchena i jedan je od najuspješnijih igrača u nedavnoj povijesti njemačkog nogometa. U bogatoj karijeri, osvajao je Kup UEFA 1996., UEFA Euro 1996, Ligu prvaka 2001., te osam puta Bundesligu. 

## Nagrade i uspjesi
- Bundesliga: 1993./94., 1996./97., 1998./99., 1999./00., 2000./01., 2002./03., 2004./05., 2005./06.
- UEFA Liga prvaka: 2001.
- Kup UEFA: 1996.
- DFB-Pokal: 1998., 2000., 2003., 2005., 2006.
- DFB-Ligapokal: 1997., 1998., 1999., 2000.

## Vanjske poveznice
- Profil  Arhivirana inačica izvorne stranice od 26. veljače 2009. (Wayback Machine) na Bundesliga.de
- Međunarodni nastupi, RSSSF.com